# Amphelictus cribripennis
Amphelictus cribripennis là một loài bọ cánh cứng trong họ Cerambycidae.